# Joseph Iléo
Joseph Iléo, Ileo Songoamba (ur. 1921, zm. 1994) – kongijski (zairski) polityk
Działał w umiarkowanej frakcji Kongijskiego Ruchu Narodowego (MNC-frakcja Alberta Kalonji). Był od lipca do września 1960 przewodniczącym senatu, od 1961 do 1962 i od 1963 do 1964 członkiem rządu, a od 1979 do 1980 przewodniczącym parlamentu.